# VPC Andorra Rugby XV
Voluntaris de Protecció Civil Andorra Rugby XV (comúnmente conocido como VPC Andorra XV) es un equipo de rugby con sede en Andorra la Vieja, Andorra. Actualmente el club de rugby andorrano juega en la División de Honor B de Rugby de España después de haber participado en Competiciones francesas hasta 2022.

## Historia

### Orígenes y fundación
El rugby es uno de los deportes más tradicionales en Andorra. VPC Andorra XV fue fundado en 1961 como sección de rugby del FC Andorra ( Secció de Rugbi del Futbol Club Andorra ). Un grupo de estudiantes que habían practicado rugby durante su estancia en Francia y España, decidió introducirlo en el país. Posteriormente el club pasó a llamarse VPC Andorra Rugby XV. Las siglas "VPC" significan Voluntarios de Protección Civil ( Voluntaris de Protecció Civil en catalán). La idea original era obtener las órdenes del jefe de bomberos y del servicio del país, siempre que fuera necesario, para colaborar en diversas tareas de protección civil: incendios, búsqueda de personas desaparecidas, rescate en montaña, en colaboración con el servicio de orden (llegada del Tour, visita a los copríncipes, etc.). Aunque actualmente el país cuenta con una estructura efectiva de Protección Civil, el club sigue en su determinación de cooperar siempre que sea necesario.

### Competiciones catalanas y españolas (1961-1986)
En un principio, el VPC Andorra XV se incorporó a la Federación Catalana de Rugby, siguiendo el ejemplo de la Federación Española de Rugby . Los primeros resultados fueron bastante brillantes, situándose rápidamente entre los primeros puestos del rugby catalán y español. Desgraciadamente, en 1971 el club acordó con la federación que su equipo no podría ascender nunca a las categorías de honor estatales. Se dijo que el equipo estaba en el extranjero y que estaba formado por jugadores extranjeros. El club aceptó pensando en poder eliminar esta cláusula en el futuro. La selección andorrana dominó de forma aplastante el Campeonato de Cataluña de Rugby, encadenando una serie de títulos. La Copa Catalana ( Copa Catalunya ) permitió disputar también la Copa de España (Copa del Rey de Rugby ). Las victorias en la Copa de España fueron importantes, derrotando a los mejores equipos del Campeonato de Cataluña y de España de Rugby ( UE Santboiana, FC Barcelona Rugby, RC Cornellà, etc.). El club andorrano ganó una Copa Catalana en 1977, con resultados muy satisfactorios, demostrando que el VPC Andorra debía luchar en categorías de primer nivel.

### Competición francesa (1986-2022)
Faltando las esperanzas de competir al más alto nivel del sistema de rugby español, el club decidió dar un paso decisivo y decidió competir en Francia en la temporada 1986-87 en el comité de Roussillon y en el comité Midi-Pyrénées en 1993. A pesar de unos inicios duros, el VPC Andorra XV ha ido subiendo de nivel de forma sostenida y actualmente vive un periodo que es bastante positivo habiendo conseguido dos ascensos y dos finales del Campeonato de Honor Midi-Pyrénées, consiguiendo el ascenso a la Fédérale 3. 

### Vuelta a las competiciones españolas (2022-actualidad)
El 1 de agosto de 2022 la Junta del VPC tomó la decisión  de volver a jugar los Campeonatos de la Federación Catalana de Rugby con todas las categorías, masculina y femenina, después de haber jugado en Francia más de 35 años. 
El VPC se proclamó campeón de la División de Honor catalana al superar el sábado 1 de abril de 2023 al Barça Blau por 24 a 10 en la final disputada en Barcelona.  

## Equipos juveniles y femeninos
El VPC Andorra XV cuenta actualmente con una escuela de rugby. También el equipo juvenil, el segundo equipo y el equipo femenino son los pilares del proyecto del club andorrano basado en el futuro del rugby en el país.

## Palmarés

### Competición española
- Campeonato de Cataluña
  - Ganadores (4): 1975-76, 1976–77, 1977–78, 1978-79
  - Subcampeones (3): 1974-75, 1979–80, 1980–81
- Copa del Rey de Rugby :
  - Semifinalista: 1965
- Copa Cataluña:
  - Ganadores (1): 1977
  - Subcampeón (1): 1975
- Copa del Príncipe:
  - Ganadores (1): 1972
- Presidente de la Copa:
  - Ganadores (1): 1984

### Competición francesa
- Honor Midi-Pyrénées
  - Ganadores (1): 2010-11